# Quilles Saint-Gall
Les Quilles Saint Gall, ou Saint Gall dans sa forme courte, est un jeu de quilles alsacien.

## Origines du jeu

### Saint Gall
Célébré le 16 octobre de chaque année, Saint Gall est le patron de villages du sud de l'Alsace, notamment Didenheim, Folgensbourg, Niedermorschwihr et Obersaasheim. Le lien entre le saint patron et le nom du jeu n'est pas formellement expliqué.
Le lien avec la ville de Saint-Gall, en Suisse, ne fait également pas consensus. Seul, Lim Kessler, dans son ouvrage, La Quille Vivante", y fait référence: "Le jeu Saint-gall a été introduit en France dans le Haut-Rhin, en 1925, par mon ami Louis Berger, propriétaire du café "le cheval gris" faubourg de Colmar à Mulhouse."

### Création du jeu
L'origine du jeu se situerait au début des années 1920, dans un contexte d'unification et de codification des jeux de quilles en France. En 1927, la Fédération des Sociétés de Quilleurs du Haut-Rhin est créée. Elle devient une sous-section de l'Asphalte au sein de la Fédération Française des Sports de Quilles. Cette dernière naît en 1957, à la suite de demandes des fédérations de quilles voulant chacune obtenir une reconnaissance comme Fédération Nationale par le Ministère des Sports.
En 1961, les quilles Saint Gall deviennent une section de la Fédération Française du Bowling et des sports de Quilles.

## Aire géographique
Les Quilles Saint Gall ne se pratiquent que dans le département alsacien du Haut-Rhin . Dans ce département, le comité technique et sportif national décompte en 2009 une quarantaine d'associations et une soixantaine de pistes de quilles Saint Gall.

## Règles du jeu
Au maximum, 9 quilles, en bois ou en plastique, sont positionnées à la verticale au bout d'une piste, en légère montée, d'une longueur totale d'environ 26 mètres.
Disposant de 17 jets, le lanceur, doté d'une boule en bois ou en plastique, doit faire tomber les quilles selon un ordre prédéfini. Chaque quille tombée rapporte des points (ou bois), avec un maximum de 200 points par joueur pour les 17 jets.
L'équipe dont les lanceurs ont inscrit le plus grand nombre de points remporte le match. Les équipes se composent de 8 ou 10 joueurs et se rencontrent  en deux demi-équipes de 4 ou 5 joueurs.

### Le matériel

#### La piste

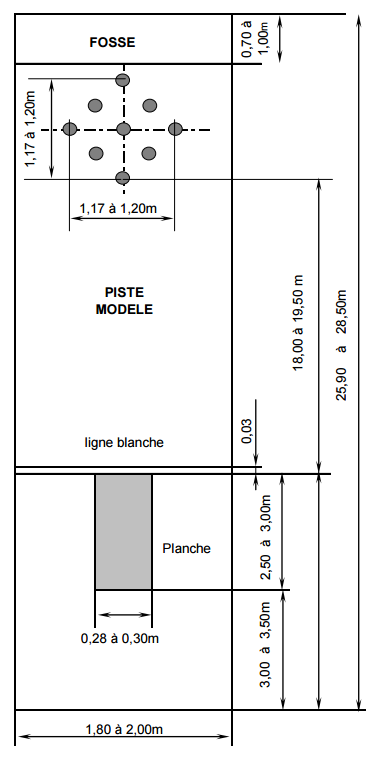
Schéma d'une piste de Saint Gall

D'une longueur totale comprise entre 25,9 m et 28,5 m, la piste est en matière synthétique ou en asphalte avec une pente de 3 à 5 cm en montée La planche est en fibre de verre ou peut également être en acier. Après la planche et sur la piste sera tracée une ligne de faute blanche de 3 cm de large Au bout de la piste se trouve une fosse servant à empêcher les quilles et les boules de revenir en jeu.

#### La boule
Les boules sont en bois ou en matière plastique. Leurs dimensions varient entre 18 cm et 21 cm. Les boules sont percées de 2 trous. Les trous auront un diamètre minimum de 3 cm, une profondeur de 7 cm et un écartement de 10 cm et un diamètre minimum de 2,6 cm, une profondeur de 7 cm et un écartement de 10 cm.
Sur chaque piste il est obligatoire de mettre à la disposition des quilleurs, 2 boules de diamètre 18 et deux boules de diamètre 21. Pour les boules complémentaires, les dimensions intermédiaires sont tolérées.

#### Les quilles
Les quilles sont en bois ou en matière plastique. Une quille à une hauteur de 42 cm. Son diamètre maximum est de 12 cm. La base a un diamètre de 7.2 ou 8 cm.. La quille du milieu nommée le Roi est plus grande de 4 cm que les autres. Le poids normal d’une quille varie entre 2,700 et 2,850 kg, idem pour le Roi.

### Le lancer
Le lanceur doit respecter les règles suivantes au moment du lancer:
- La boule ne doit pas entrer en contact avec l'un ou l'autre des deux côtés de la piste avant de renverser les quilles.
- La boule doit être déposée sur la planche avant de toucher la piste.
- Le joueur ne doit pas être en contact, notamment avec son pied, avec la piste.

### Le déroulement des 17 lancers

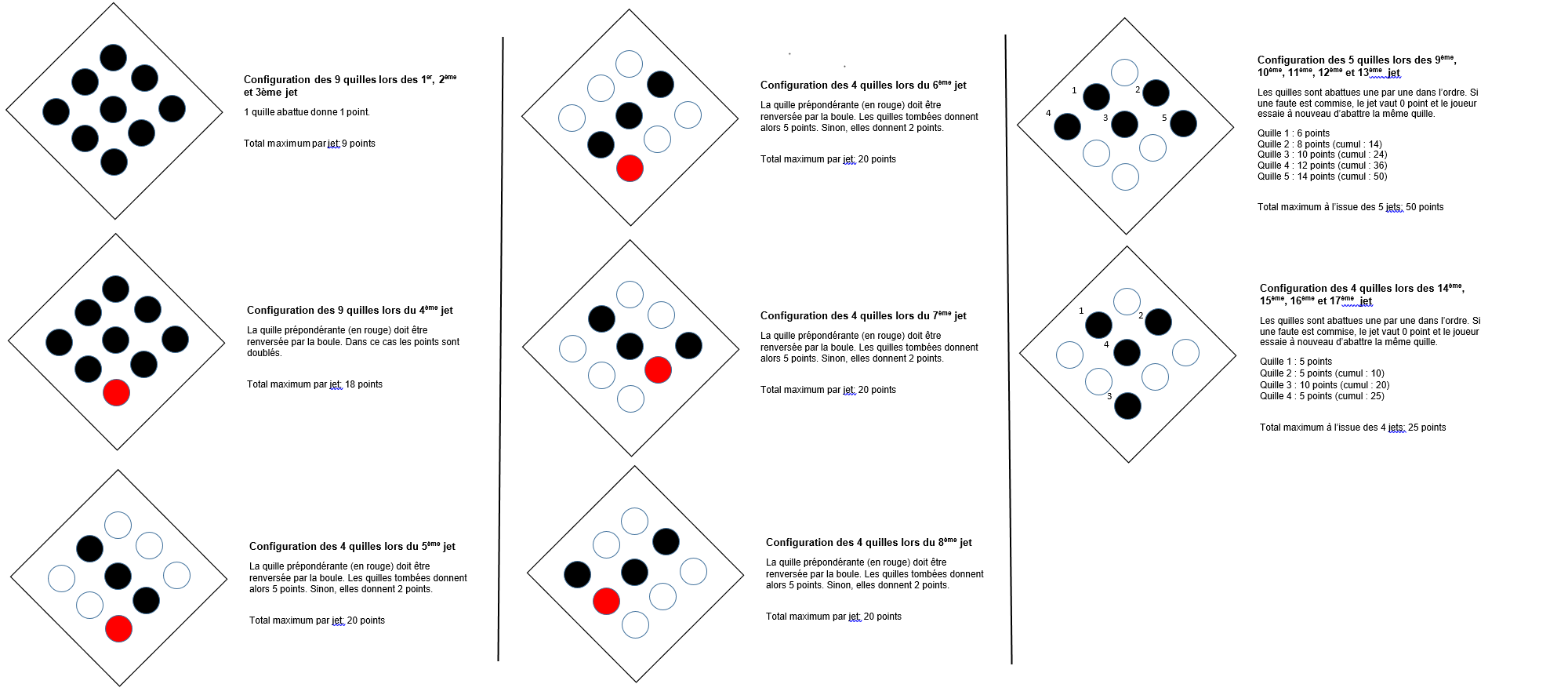
Placements des quilles lors des 17 lancers successifs et décompte des points

Chaque joueur dispose de 17 jets qui sont joués de la façon suivante : 
- Jets n°1 à 3: Trois jets d’affilée dans le jeu plein, seul le nombre de quilles tombées étant inscrits, chacune comptant pour un bois. Total maximum = 27 bois
- Jet n°4 : Un jet dans le plein. Lorsque la quille prépondérante est renversée par la boule, les quilles tombées comptent pour deux bois chacune. Dans le cas contraire leur valeur n’est que d’un bois. Total maximum : 18 bois
- Jets n°5 à 8: Un seul jet par figure. Lorsque la quille prépondérante est renversée par la 4 – 5 – 6 - boule chaque quille tombée compte pour cinq bois. Dans le cas contraire leur valeur n’est que de deux bois. Total maximum par figure : 20 bois
- Jets n°9 à 13:  Cinq jets d’affilée avec obligation de faire tomber les quilles dans l’ordre prescrit. Si celui-ci n’est pas respecté ou si plusieurs quilles tombent, le jet est annulé et est recommencé, sauf si la quille n°4 (36) fait tomber la quille n° 5 (50). Dans le cas où une quille régulièrement renversée revenait de la fosse pour en renverser une autre, le jet est considéré comme valable. Total maximum : 50 bois
- Jets n°14 à 17: Quatre jets d’affilée avec obligation de faire tomber les quilles dans l’ordre prescrit. Si celui-ci n’est pas respecté ou si plusieurs quilles tombent, le jet est annulé et est recommencé, sauf si la quille n° 3 (20) régulièrement renversée fait tomber la quille n°4 (25) en revenant dans le jeu après avoir touché une bande latérale. Total maximum : 25 bois. Si le jet effectué sur la quille N° 4 (25) est joué avec la quille N° 3 (20), ou si la quille N°4 est renversée par la tension de la ficelle de la quille N°3, le jet sera à recommencer.

## Compétitions

### Championnat d'Alsace par équipe
En France, le championnat d'Alsace par équipe se déroule de septembre à mars ou avril. Les équipes sont réparties en deux zones géographiques (Nord et Sud) dans plusieurs divisions, comprenant en principe 10 équipes. Les rencontres d'équipes se déroulent avec un match aller et un match retour.
Il existe différentes divisions: Nationale, Excellence, Honneur, Promotion, Division I, Division II, Division III, etc. Selon leur classement, les deux équipes classées aux deux dernières places de la Nationale descendent en Excellence de leur zone respective et sont remplacées par les deux premières de ces divisions..
Par ailleurs, un classement individuel des joueurs se fait par catégorie (junior, senior, vétéran et féminine).

### Championnat d'Alsace individuels
20 quilleurs sans distinction de nationalité disputent ce championnat. Les premiers quilleurs au classement individuel du championnat d'Alsace par équipe sont sélectionnés d'office. Le reste du contingent provient du classement au tournoi Masters.

### Autres compétitions
- Coupe de France
- Challenge du Conseil Général
- Concours fédéréral
- Championnat de France individuels
- Tournoi Masters
- Tournoi WNBA
- Tandem

### Résultats
Lors de la finale de la Coupe de France 2014-2015, l'équipe Liebherr Colmar de Colmar a battu l'équipe de Jungholtz, tenante du titre.
Lors de la saison 2015/2016, l'équipe numéro 2 du club de Balschwiller a terminé première de la division Promotion en Zone Sud avec un total de 74 points, ce qui lui a permis d'accéder à la division Honneur.